# إيفا بوش
إيفا بوش (بالألمانية: Eva Busch)‏ (و. 1912 – 2001 م) هي فنانة ملاهي، ومغنية ألمانية، ولدت في برلين، توفيت في ميونخ، عن عمر يناهز 89 عاماً.

## وصلات خارجية
- إيفا بوش على موقع IMDb (الإنجليزية)
- إيفا بوش على موقع مونزينجر (الألمانية)
- إيفا بوش على موقع ميوزك برينز (الإنجليزية)
- إيفا بوش على موقع ديسكوغز (الإنجليزية)

- إيفا بوش في قاعدة بيانات الأفلام على الإنترنت